# マルセロ・オリヴェイラ
マルセロ・ジ・オリヴェイラ・サントス・ウザイ（Marcelo de Oliveira Santos Uzai, 1955年3月4日 - ）は、ブラジル・ミナスジェライス州出身の元サッカー選手。サッカー指導者。

## 来歴

### 指導者時代

#### クラブ

##### SEパルメイラス
2015年、SEパルメイラスの監督に就任。2016年3月10日に解任された。